# پادروادو

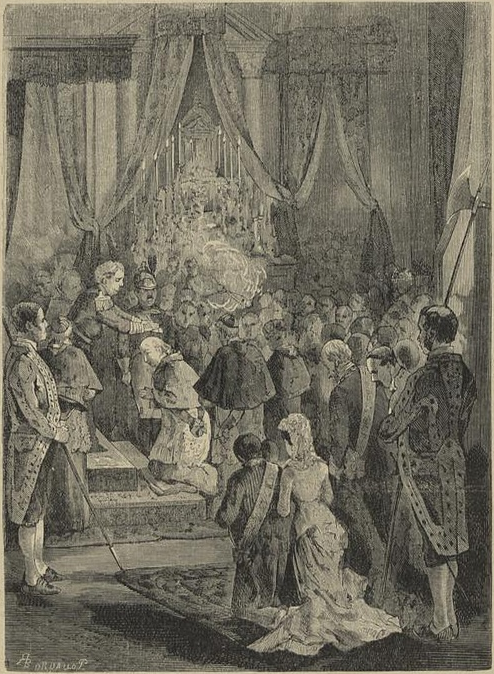
آمریکو فریرا دوس سانتوس سیلوا کلاه قرمزی کاردینال را از پادشاهلوئیش یکم در سال ۱۸۷۹ دریافت کرد.

پادروادو (انگلیسی: Padroado) ترتیبی بود بین سریر مقدس و پادشاهی پرتغال و بعداً جمهوری پرتغال، از طریق یک سری کنکوردا که توسط سریر مقدس اداره کلیساهای محلی را تفویض کرد و برخی از امتیازات حاکمیت دینی را به پادشاهان پرتغالی (فهرست فرمانروایان پرتغال) اعطا کرد.